# Lucainena de las Torres
Lucainena de las Torres – gmina w Hiszpanii, w prowincji Almería, w Andaluzji, o powierzchni 123,2 km². W 2011 roku gmina liczyła 656 mieszkańców.